# Такач, Силвестер
Силвестер Такач (серб. Silvester Takač; родился 8 ноября 1940 в Джурджево) — югославский футболист и футбольный тренер русинского происхождения, олимпийский чемпион 1960 года и лучший бомбардир Кубка европейских чемпионов 1971/72.

## Ранние годы
Родился в бедной русинской семье. Рано лишился родителей: отец погиб в фашистском плену в 1942 году, а мать умерла от болезни. У Силвестера были восемь братьев и сестёр. В пять лет он переехал с родственниками в Нови-Сад, где окончил основную школу и обучился на портного, а затем с отличием окончил Высшую школу экономики. В средней школе уже заинтересовался футболом и записался в юниорскую секцию «Войводины».

## Карьера игрока

### Клубная
Талант Силвестера заметили Миливое Дракулич и Франьо Хирман, которые назначили его капитаном юношеского состава «Войводины». Под руководством юного русина команда из Войводины одерживала победы на разнообразных международных турнирах, а сам он успешно играл на всесоюзных соревнованиях с 1954 по 1958 годы. В 1958 году он впервые дебютировал в основном составе команды, за которую сыграл всего 426 игр и забил 245 мячей (из них 182 игры и 62 гола в чемпионате Югославии), а в сезоне 1965/66 впервые принёс ей титул чемпиона страны. Вскоре он вывел команду в 1/4 финала Кубка европейских чемпионов, став лучшим бомбардиром клуба с 4 голами.
Талантливым игроком заинтересовались иностранные команды, особенно после драматичного поединка против испанского «Атлетико Мадрид», когда именно гол Такача и принёс победу команде из Войводины. В начале 1967 года югославский игрок уехал во французский «Ренн», из-за чего не смог сыграть далее в Кубке Европейских чемпионов. Хотя его клуб дома обыграл шотландскую команду «Селтик» со счётом 1:0, в гостях шотландцы взяли реванш 2:0, а впоследствии и выиграли Кубок. В составе «Ренна» сыграл за два с половиной сезона 85 игр в Лиге 1 и забил 37 голов. В 1969 году его принял «Стандард» из Льежа, в составе которого Такач провёл 5 лет и завершил карьеру в 1974 году. Со «Стандардом» ему удалось дважды выиграть чемпионат Бельгии (1970 и 1971), дважды выйти в финал Кубка и стать лучшим бомбардиром КЕЧ 1971/72 с пятью мячами (два их них он забил в ворота московского ЦСКА во втором раунде).

### В сборной
Ещё во времена игр за юношеский состав «Войводины» Силвестер выступал за юношеские и молодёжные сборные Югославии: в его активе два матча за юношескую команду и один за молодёжную. Дебют в основной сборной состоялся 10 апреля 1960 года в Белграде в матче против сборной Израиля в квалификации к Олимпиаде. Встреча завершилась победой югославов со счётом 2:1. На Олимпиаде в Риме Силвестер со своей командой стал олимпийским чемпионом, а через четыре года поучаствовал и в Олимпиаде в Токио. Последнюю игру в составе сборной сыграл 18 сентября 1966 в товарищеском поединке против сборной СССР. Его команда уступила 1:2, а сам он уступил место своему товарищу Джемалудину Мушовичу в перерыве (примечательно, что Мушович забил единственный гол в той встрече). Всего Такач сыграл 15 игр и забил два гола. После 1966 года в сборную не вызывался в связи с отъездом в иностранный клуб.

## Карьера тренера
Завершив карьеру игрока, Силвестер окончил футбольную академию Зеппа Хербергера и получил дипломы тренера и профессионального инструктора по футболу. В 1975 году Такач возглавил малоизвестный «Констанц», где был до 1978 года. Затем с 1979 по 1982 годы он находился у руля «Льежа», с 1982 по 1984 годы был помощником тренера в «Кёльне». В сезоне 1984/85 он возглавил «Сошо», который на время оставил в 1986 году (тогда он руководил парижским «Расингом»). За время отсутствия Такача «Сошо» успел вылететь в Лигу 2, однако после его возвращения вернулся и в Лигу 1. В том же сезоне клубу удалось выйти в финал Кубка Франции, который он проиграл по пенальти. В течение следующих двух сезонов Такач с командой занимал 4-е место, а затем и участвовал в Кубке УЕФА.
В 1994 году Такач покинул клуб, в 1996 году сначала пришёл в «Кретей», а затем возглавил «Ниццу», с которой выиграл в 1997 году кубок Франции. Временно Силвестера отстранили от работы после вылета команды с Лазурного берега в Лигу 2, но вскоре он вернулся (впрочем, снова ненадолго). Завершил карьеру тренера в Северной Африке, потренировав марокканский «Раджа Касабланка» и тунисский «Сфаксьен».